# Karimama-centre
Karimama-Centre est l'un des cinq arrondissements de la commune de Karimama dans le département de l'Alibori au Nord du Bénin.

## Géographie

### Localisation
Karimama-Centre est situé au Sud de la commune de Karimama. Il est limité au Nord par Kompa et Bogo-Bogo, à l'Est par la commune de Malanville, à l'Ouest par la commune de Banikoara puis au Sud par la commune de Kandi.

### Administration
Sur les 37 villages et quartiers de ville que compte la commune de Karimama, l'arrondissement de Karimama-Centre groupe 06 villages que sont,: 
1. Bello-Tounga
2. Fakara
3. Gourou Béri
4. Karimama-Batouma-Béri
5. Karimama-Dendi-Kouré
6. Mamassy-Peulh

## Histoire
L'arrondissement de Karimama-Centre est une subdivision administrative béninoise. Dans le cadre de la décentralisation au Bénin, Il devient officiellement un arrondissement de la commune de Karimama le 27 mai 2013 après la délibération et adoption par l'Assemblée nationale du Bénin en sa séance du 15 février 2013 de la loi N° 2013-O5 du 15/02/2013 portant création, organisation, attributions et fonctionnement des unités administratives locales en République du Bénin.

## Population et société

### Démographie
Selon le recensement de la population de 2013 conduit par l'Institut national de la statistique et de l'analyse économique (INSAE), Karimama-Centre compte 1738 ménages avec 11 901 habitants,.
| Indicateur           | 2013  |
| -------------------- | ----- |
| Nombre de ménages    | 1738  |
| Population masculine | 6064  |
| Population féminine  | 5837  |
| Population totale    | 11901 |

La population est composée de plusieurs ethnies dont les Dendi, Djerma et peuls sont majoritaires

## Économie
La population pour ses sources de revenus, mène des activités agricoles. Le secteur agricole procure plusieurs denrées comme le riz, le maïs, le sorgho et le mil. Il y a également les cultures de rentes basées sur la production de l'arachide et le coton.

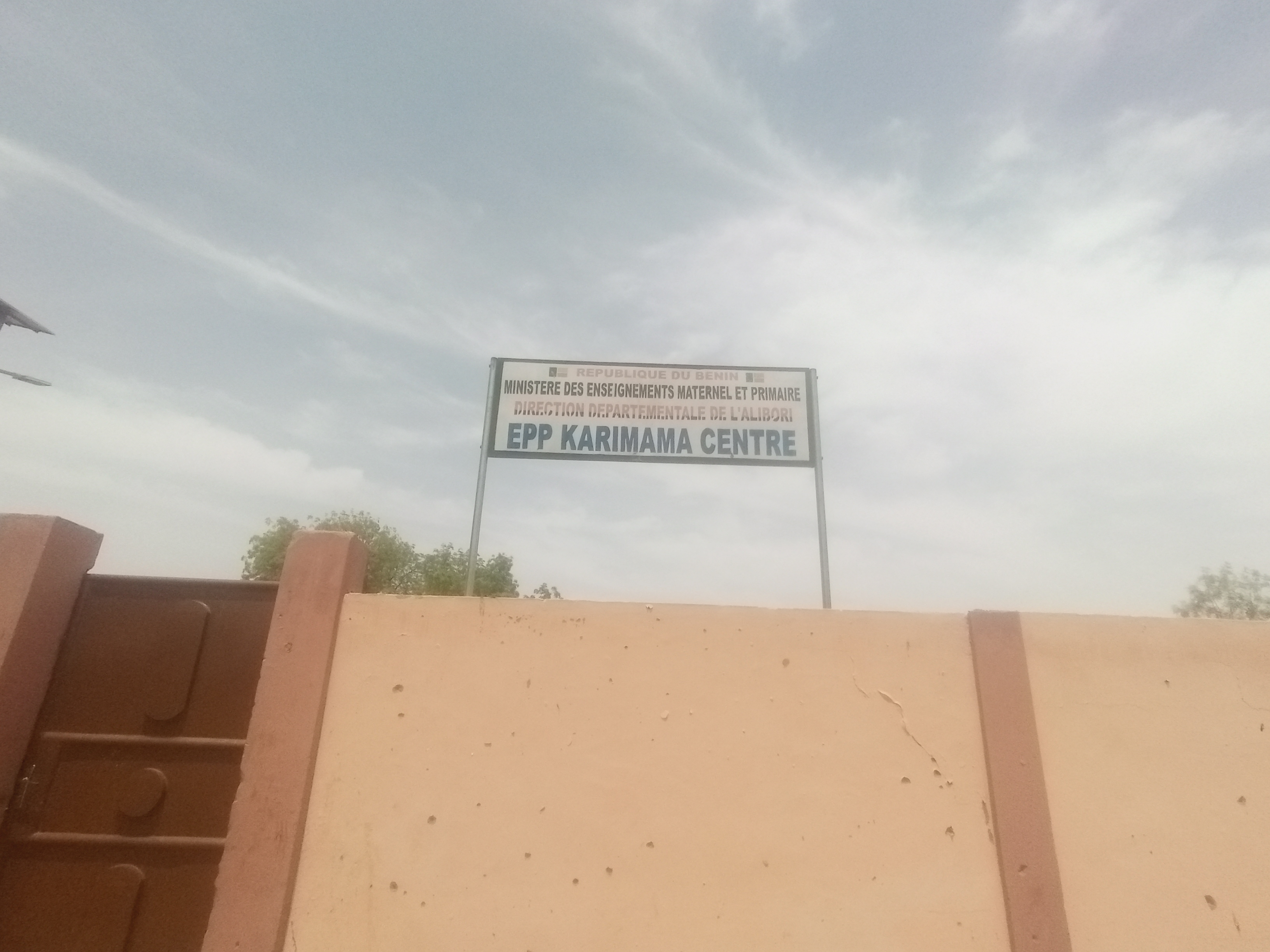
EPP Karimama centre.
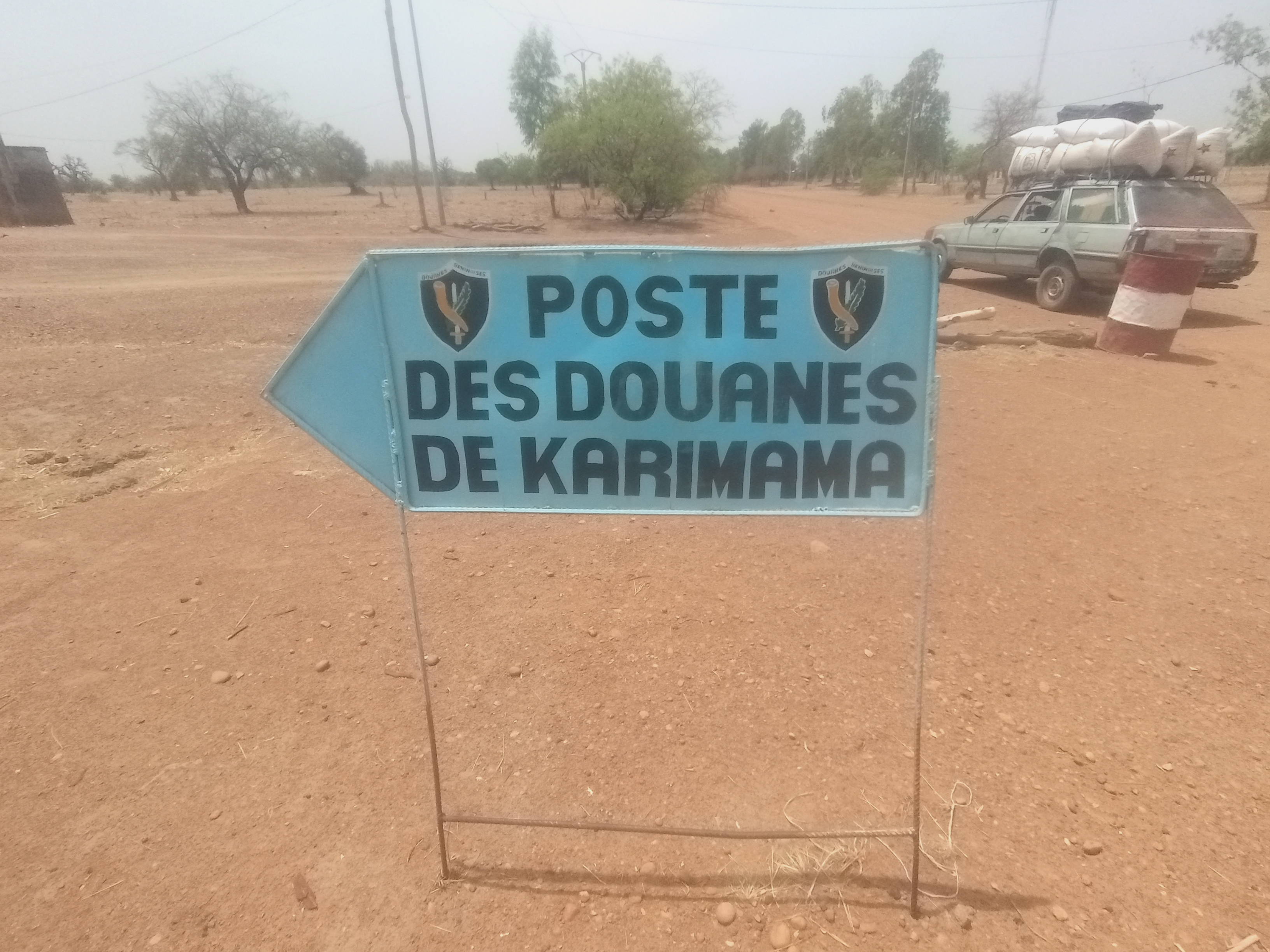
Plaque du poste des douanes de Karimama.
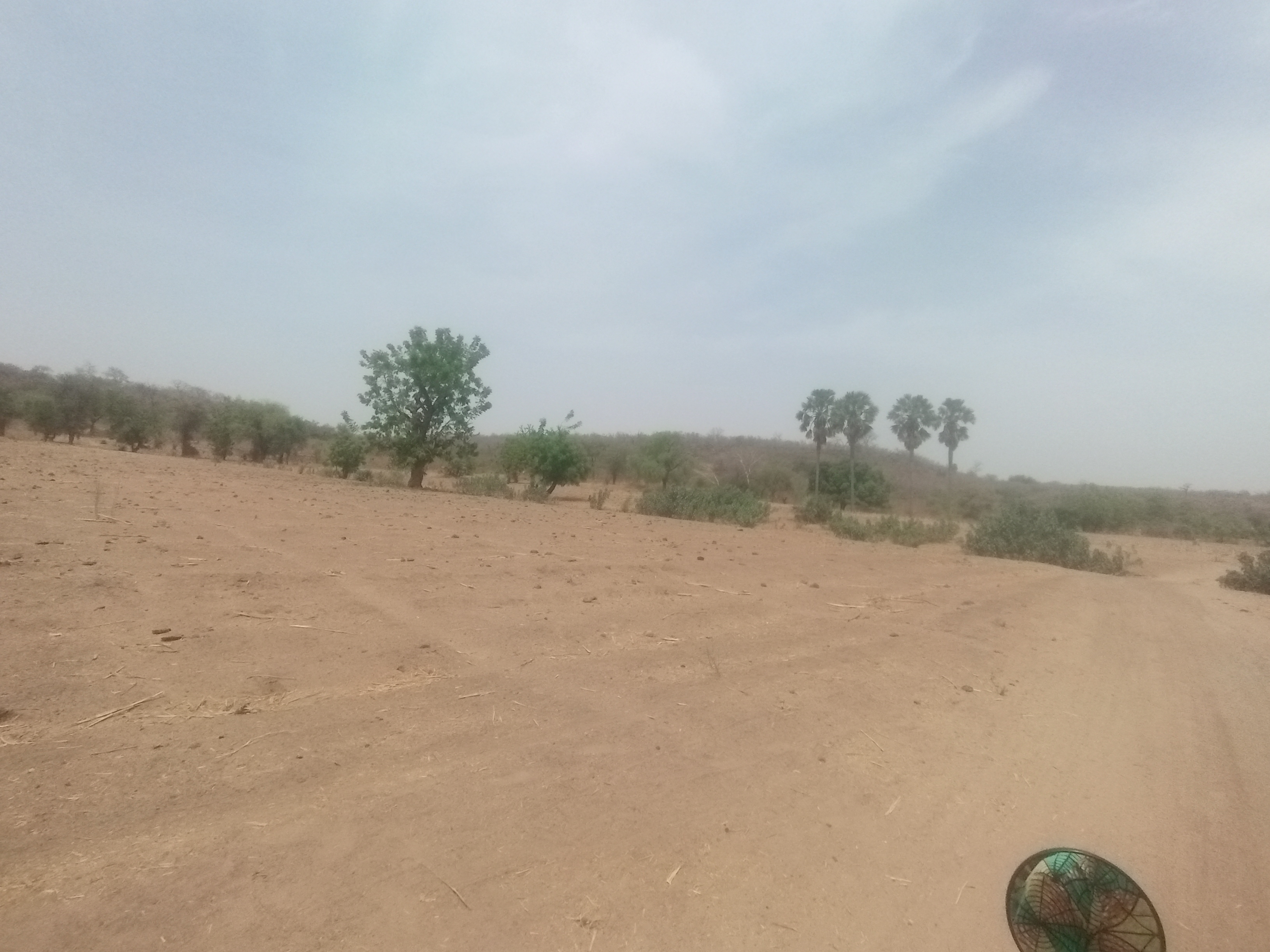
Paysage de collines à Karimama.